# Ove Lind
Nils Ove Lind, född 29 juni 1926 i Stockholm, död 16 april 1991 i Österhaninge, var en svensk jazzklarinettist, orkesterledare, kompositör och musikarrangör.

## Biografi
Lind var verksam som yrkesmusiker från 1946. Han spelade bland annat med Simon Brehms orkester 1949 och därefter bland annat med Thore Swanerud, Charlie Norman och sextetten Swinging Swedes 1952–1954. 1954 bildadade han tillsammans med bland andra Gunnar Almstedt och Bengt Hallberg Almstedt-Lindkvartetten, som spelade smågruppsswing i Benny Goodmans anda. Under 1950-talet var Lind även arrangör och studiomusiker på skivbolaget Metronome.  
1963 bildade han egen orkester och blev tillsammans med vibrafonisten Lars Erstrand en centralgestalt inom den renässans för swingmusiken som kom att kallas happy jazz och som från 1968 fick sitt centrum på jazzpuben Stampen i Gamla stan i Stockholm. Lind var även ledaren av projektet Swingtime år 1965, som gjorde låten Swing it Again.
Ove Lind är gravsatt i minneslunden på Österhaninge begravningsplats.

## Diskografi (LP och CD)
- 1966 – Swing In Swingin' Sweden. LP. CBS RM 52719
- 1968 – Jazz på Stampen. LP. Gazell GMG-1213
- 1969 – Siljabloo is back!. Gunnar "Siljabloo" Nilson. Arrangör och dirigent: Ove Lind.  LP. Columbia 4E 054-34027
- 1970 – Swedish Jazz My Way. Teddy Wilson & The Ove Lind Swing Group. LP. Sonet SNTF 618
- 1971 – Happy Jazz på Skansen. LP. Gazell GMG-1223
- 1971 – That's My Desire. Gunnar "Siljabloo" Nilson. Arrangör och kapellmästare: Ove Lind. LP. Odeon : 4E 062-34446 - Återutg.  på CD 1991 - Återutg.  på CD 2002.
- 1973 – Moore Happy Jazz. Gunnar "Siljabloo" Nilson. Arrangör och kapellmästare: Ove Lind. LP. EMI 4E 062-34949 - Återutg.  på CD 1991 - Återutg.  på CD 2002.
- 1973 – Swing And Sweat. LP. Grammofonverket EFG-LM-7336
- 1974 – Swingin' The Beatles. LP. Euphonic ELP 009.
- 1974 – Remember. Ove Lind Quartet + Big Band LP. Philips 6316 041
- 1974 – Swing Party For Dancing lovers. Vol. 1. Svenska Swingeliten. LP. Polydor 2379 083
- 1975 – One Morning In May. Ove Lind Quartet.  LP. Phontastic PHON 1 - Återutg.  på CD med 18 titlar 1991.
- 1976 – Swing Party For Dancing lovers. Vol. 2. Svenska Swingeliten.  LP. EMI 4E 062-35223
- 1975 – Summer Night. Ove Lind Combos. LP. Phontastic PHON 3 - 1
- 1976 – P.S. I Love You. Ove Lind Quintet + Big Band. LP. Philips 6316 078
- 1977 – Dialogue In Swing. LP. Phontastic PHON 10
- 1977 – Did I Remember. LP. Phontastic PHON 4
- 1977 – Dixie Disc. From Basin Street to Louisiana. The Phontastic Dixieland Band.  LP.  - Utg. 1980.
- 1977 – Evergreens. Ove Linds sextett, Bengt Hallberg, Staffan Broms. LP. Phontastic PHONT 7401-02 - Återutg.  på CD 1995.
- 1977 – Gamla örhängen. Nils Jolinder sjunger till Ove Linds kvintett. LP. Phonstastic PHON 6
- 1977 – Joe Newman at the Atlantic. Playing with the Ove Lind Quintet featuring Lars Erstrand'. CD. Phontastic PHONT NCD 8810 - Utg. 1991.
- 1977 – Swingin' Down The Lane. LP. Phontastic PHONT 7543 - Utg. 1983.
- 1977 – Swinging Dixielind. Ove Lind och The Phontastic Dixie Players. LP. Phontastic PHONT 7509
- 1977 – Vital Wilber. Bob Wilber and Ove Lind & Friends play melodies in swing. LP. Phontastic PHON 7 - Återutg.  på CD med 17 titlar 1999.
- 1978 – Mjukdans. Med Annica Risberg, Staffan Broms och Ove Linds orkester. LP. Koster KLPS 106 - Återutg.  på CD med 21 titlar 1991.
- 1979 – Vi älskar Ellington - We Love Ellington. LP. Phontastic PHONT 7520 - Återutg. som Duke's Idea med 12 titlar 1995.
- 1979 – Svenska evergreens. Hör dem med ett leende. LP. Phontastic : Phont 7408
- 1980 – Gershwin - Evergreen! 28 George Gershwin Songs. Sung by Lena Ericsson and Carli Tornehave. Played by Ove Lind and his Swedish All Stars. LP. Phontastic PHONT 7410
- 1981 – Who's Harry Warren? - Evergreen! Vol. 1. Jeepers Creepers. His best songs sung by Carli Tornehave and Pamela Knowles. Played by Arne Domnérus, Bengt Hallberg, Ovel Lind and his Swedish All Stars. LP. Phontastic PHONT 7412
- 1981 – Who's Harry Warren? - Evergreen! Vol. 2. 42nd Street. His best songs sung by Carli Tornehave and Pamela Knowles. Played by Arne Domnérus, Bengt Hallberg, Ovel Lind and his Swedish All Stars. LP. Phontastic PHONT 7413 - Vol 1-2 återutg.  på CD 1995
- 1988 – Swedish Swing Quartet live at Salsta Castle. CD. Phontastic PHONT-NCD 8803
- 1989 – Swedish Swing Quartet live at Salsta Castle. Vol. 2. CD. Phontastic PHONT NCD 8805

Almstedt-Lind
- 1957 – Almstedt-Lindkvartetten med Bengt Hallberg. LP. Philips 63708507 - Utg. 1973.
- 1957 – Swingin' The Blues 1957/58. Gunnar Almstedt & Ove Lind. CD. Dragon DRCD 251 - Utg. 1993.
- 1997 – We'll Meet Again. LP. The Erstrand-Lind Quartet. CD. Phontastic NCD 8854

## Filmmusik
- 1957 – Nattens ljus